# Selenowodór
Selenowodór, H
2Se – nieorganiczny związek chemiczny selenu i wodoru. Jest palnym, silnie trującym gazem o charakterystycznym, ostrym zapachu.

## Właściwości
Słabo rozpuszcza się w wodzie (ok. 10 g/l), wodny roztwór zwany jest kwasem selenowodorowym, który jest dość słabym kwasem beztlenowym. Od selenowodoru wywodzą się sole – selenki. Selenowodór spala się w powietrzu do ditlenku selenu:
2H
2Se + 3O
2 → 2SeO
2 + 2H
2O

## Otrzymywanie
- Synteza bezpośrednia w podwyższonej temperaturze z wodoru i selenu[potrzebny przypis]:

H
2 + Se → H
2Se
- Działanie na selenki (np. cynku) kwasem solnym[potrzebny przypis]:

ZnSe + 2HCl → H
2Se + ZnCl
2

## Zagrożenia
Selenowodór jest silnie toksycznym gazem, bardziej od H
2S. Dawka 0,07 mg selenowodoru w 1 dm³ powietrza jest śmiertelna dla dorosłego człowieka. Selenowodór jest stosowany przy wytwarzaniu związków selenoorganicznych oraz selenków.